# Fiatgeld

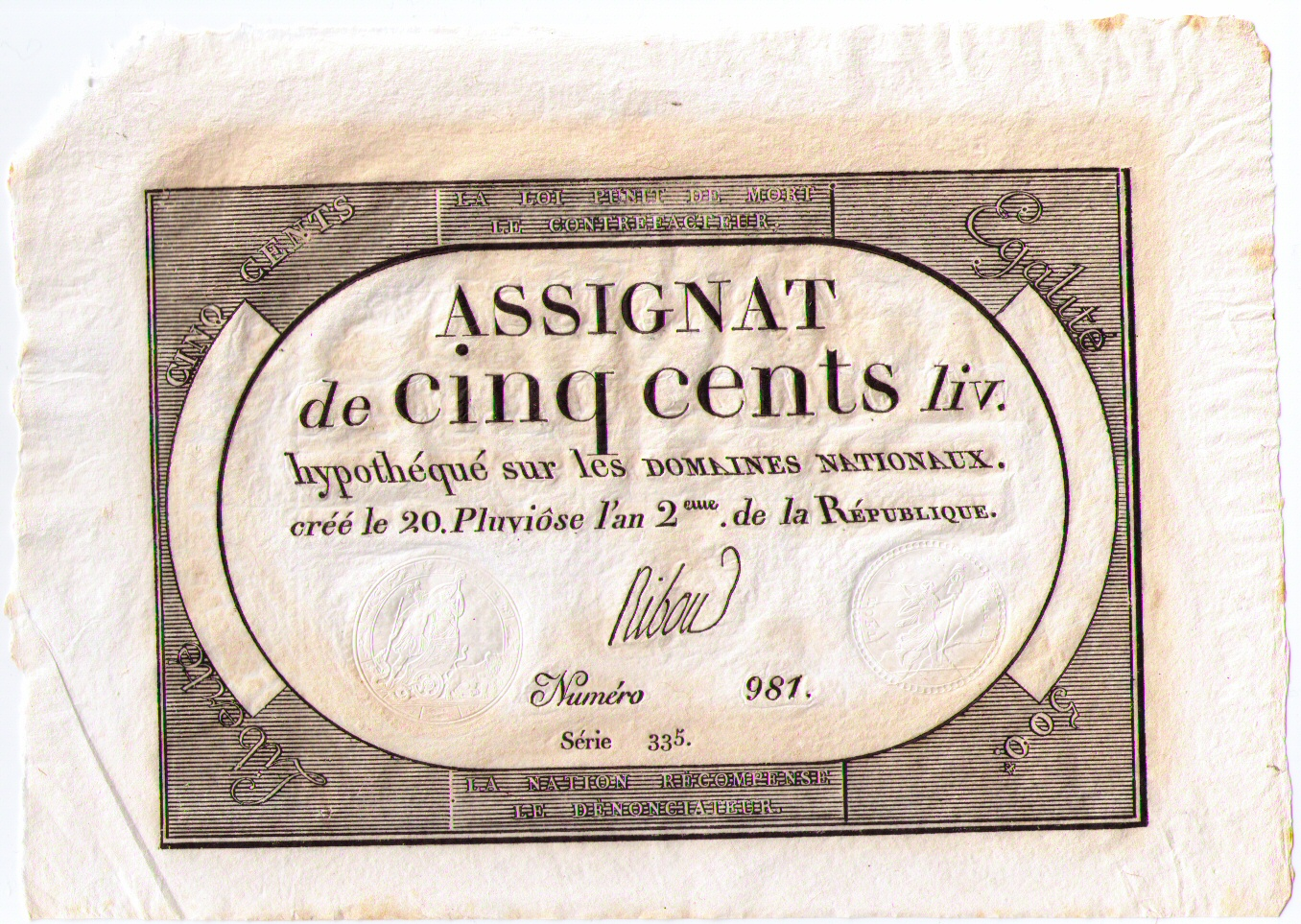
Assignat über 500 Livres von 1794

Fiatgeld (auch englisch fiat money, aus dem lateinischen Wort fiat („Es geschehe! Es werde!“)) ist ein Wirtschaftsobjekt ohne inneren Wert, das als Tauschmittel dient. Das Gegenteil von Fiatgeld ist Warengeld, als das z. B. Tabak, Reis oder anderes Getreide, Gold oder Silber dient, das neben dem äußeren Tauschwert auch einen inneren Wert hat, der unabhängig von Regierungserlassen ist, solange damit bezahlt werden darf. Seit dem Ende des Bretton-Woods-Systems 1971 gibt es kein Währungssystem mehr, welches den Wert der Geld-Einheit durch eine Menge eines materiellen Wirtschaftsgutes (einer Ware, engl. commodity) festlegt; Banknoten, die früher den Gegenwert in einer bestimmten Menge an diesen Waren zusicherte, wenn man sie bei der Zentralbank eintauscht (gedeckte Währung), wurden ersetzt. Warengeld wie eine Goldreserve, wurde durch wechselkursstabiles, weltweit anerkanntes Fiatgeld als Währungsreserve abgelöst. Der Wert des Fiatgelds wird allein über die Macht von Regierungen und ihren Zentralbanken gesichert, eine Währung als gesetzliches Zahlungsmittel vorzuschreiben. Durch eine gesetzliche Festlegung als Zahlungsmittel in einer Währungsverfassung alleine erlangt es aber nicht zwangsläufig die Eigenschaften von Geld, sondern erst durch die allgemeine Akzeptanz von Handelspartnern (Zahlern, Beziehern), auch hinsichtlich Wert und Kurs der Währung.

## Bezeichnung
Der Bestandteil fiat ist die 3. Person Singular Präsens Konjunktiv Aktiv des lateinischen Verbs fieri. Die deutsche Übersetzung lautet: „Er, sie, es sei, werde, geschehe, entstehe, finde statt bzw. ereigne sich“. Es findet sich prominent zum Beispiel in der Bibel in der Schöpfungsgeschichte als „Fiat lux!“, zu Deutsch: „Es werde Licht!“. Es versinnbildlicht somit eine Schöpfung aus dem Nichts, lateinisch Creatio ex nihilo.

## Inhalt
Die Verwendung von Geld hängt von seiner Nützlichkeit bzw. von seinem Gebrauchswert ab. Die Nützlichkeit besteht in der Erfüllung der drei Geldfunktionen Tauschmittel-, Sparmittel- und Wertmess- bzw. Recheneinheitsfunktion, die jeweils an bestimmte Bedingungen geknüpft ist. Die Tauschmittelfunktion ist nur erfüllt, wenn das Geld allgemein von den Wirtschaftssubjekten als Zahlungsmittel anerkannt wird. Die Sparmittelfunktion ist nur erfüllt, wenn der Verlust an Kaufkraft (auch im Außenwert) gering bleibt und Vertrauen (lateinisch credit – er, sie, es glaubt) in den zukünftigen Gebrauchswert als Tauschmittel vorliegt (also Vertrauen darauf, dass das Geld auch in Zukunft als Tauschmittel anerkannt wird). Ein Vertrauen auf langfristige Wertstabilität und Kaufkraft ist wiederum abhängig vom Vertrauen in und den Erwartungen an die geldausgebende Institution – im Falle von Fiatgeld meistens eine Zentralbank. Die Recheneinheitsfunktion ist stark von den beiden anderen Funktionen abhängig.
Fiatgeld wird oft fälschlicherweise mit Kreditgeld gleichgesetzt, Kreditwährungen stellen allerdings nur eine Teilmenge von Fiatwährungen dar. Kreditgeld ist, der Kredittheorie nach, mit der Geldschuld und diesbezüglichem „Rückleistungsdruck“ bzw. verpfändeten Sicherheiten gedeckt. Verringert sich allerdings die Qualität der Sicherheiten bei der Kreditvergabe, nimmt nach Friedrich August von Hayek die Neutralität des Geldes und damit der Marktwert des Geldes ebenso ab.
Theoretisch erlaubt Fiatgeld eine Geldschöpfung in beliebiger Höhe. In der Praxis werden aber durch Auflagen und Berechnungsmodelle von Zentralbanken Grenzen gesetzt. Die Geldmenge ist außerdem einer der Einflussfaktoren auf die Inflation, deren Begrenzung die Aufgabe der herausgebenden Zentralbanken ist.

## Geschichte
Die Geschichte von Fiatgeld ist eng an die Entwicklung von Banknoten und deren Konvertibilität in reale Werte geknüpft. Entscheidend ist dabei die jeweilige Geldpolitik.
Gemäß den Angaben der Europäischen Zentralbank (2009) entstand Fiatgeld erstmals um 800 unter Hien Tsun. Seit 2015/17 erklärt die EZB außerdem: „Modern economies, including the euro area, are based on fiat money.“
Gegen Ende des 13. Jahrhunderts versuchte König Gaichatu von Persien, die durch seinen extravaganten Lebensstil und eine Rinderpest entleerte Staatskasse durch die Emission von zusätzlichem Geld wieder zu füllen. Am 13. August 1294 ließ er verkünden, dass jeder, der das neue „Papiergeld“ nicht akzeptiere, mit dem Tode bestraft werde. Das Experiment hatte nur zwei Monate Bestand und war ein totaler Fehlschlag: Der Handel kam zum Erliegen, und es brachen Unruhen auf den Basaren aus. Dem König blieb keine andere Wahl, als seine Proklamation zu widerrufen. Er wurde kurz darauf ermordet.
Die Assignaten waren während der Französischen Revolution in Umlauf gebrachtes Papiergeld. Am 8. September 1793 erklärte der Nationalkonvent, jeder, der die Bezahlung mit Assignaten verweigere oder bei Bezahlung mit Assignaten einen höheren Preis verlange, werde mit dem Tode bestraft und sein Vermögen werde konfisziert. Es wurde dem eine Belohnung versprochen, der die Behörden über solche Transaktionen in Kenntnis setze. Im Mai 1794 kam es zu einer weiteren Verschärfung. Der Nationalkonvent erklärte, jeder, der sich vor dem Abschluss eines Geschäfts erkundige, mit welchem Geld der Geschäftspartner zu zahlen beabsichtige, werde mit dem Tode bestraft. Trotz dieser Maßnahmen verloren die Assignaten rapide an Wert, so dass man sie durch Territorialmandate ersetzte. Als Napoleon Bonaparte 1803 den Franc als neue Währung einführte, waren beide Zahlungsmittel bereits praktisch wertlos.
Die auch mit dem Namen Greenbacks bezeichneten United States Notes waren Fiatgeld, das vom Finanzministerium der Vereinigten Staaten erstmals während des Amerikanischen Bürgerkriegs in Umlauf gebracht wurde. Durch einen Kongressbeschluss war der Nennwert der zu emittierenden Noten auf etwas über 340 Millionen US-Dollar begrenzt. Im Gegensatz zu den ebenfalls als Geld verwendeten United States Gold Certificates war es nicht möglich, die Greenbacks auf Verlangen in Goldmünzen einzutauschen.
Es folgten Perioden, in denen die Eintauschbarkeit in Edelmetalle immer wieder ausgesetzt wurde.
Im 20. Jahrhundert wurden Fiatwährungen im Zuge der Kredittheorie innerhalb von Mindestreserve-Systemen mit Vergabe von Kreditgeld die Regel.
US-Präsident Franklin D. Roosevelt entband die US-Zentralbank von der Verpflichtung, von Bürgern eingereichte US-Dollar-Noten in Goldmünzen einzulösen. Privater Goldbesitz im Wert von mehr als 100 US-Dollar wurde von ihm 1933 für illegal erklärt und mit bis zu zehn Jahren Gefängnis sowie Beschlagnahme des Goldes bestraft (siehe Goldverbot). 1944 wurde das Bretton-Woods-System eingeführt. Mit dem Nixon-Schock wurde die unilaterale, fixe Eintauschbarkeit von US-Dollar in Gold beendet, wodurch das Weltwährungssystem von Bretton Woods mit seinen festen Wechselkursen 1973 zusammenbrach, nachdem die Vereinigten Staaten der eingegangenen Verpflichtung, von Mitgliedsstaaten eingereichte US-Dollars in Gold einzulösen, nicht mehr nachgekommen waren.
Nach der Einführung des Euro 1999 gaben die Zentralbanken der teilnehmenden Länder das Währungsmonopol an die EZB ab. Später entstanden dadurch Konflikte, unter anderem über die Festlegung des Leitzinses, zu dem die Währung emittiert werden soll. Einige Länder setzten sich für einen niedrigeren Leitzins ein, da sie aufgrund geringerer Kreditwürdigkeit sonst schwieriger Kredite aufnehmen könnten. Länder mit höherer Kreditwürdigkeit lehnten das ab, da sie eine höhere Inflation befürchten.

## Rezeption
- Ein zeitgenössischer Beobachter der französischen Assignatenwirtschaft war Johann Wolfgang von Goethe. In seinem Drama Faust II verlegt er die Erfindung des Papiergeldes an den mittelalterlichen Kaiserhof. Der Alchemist Faust und der Teufel Mephisto überreden den Kaiser zur Unterzeichnung eines „Zettels“, der damit tausend Kronen wert wird. Über Nacht vervielfältigt, erzeugt das Geld eine fiebrige Hochkonjunktur, bis die Inflation es wieder entwertet. Nicht nur Literaturwissenschaftler, auch der Bundesbank-Präsident Jens Weidmann (s. u.) betonen, Goethe zeige, dass die Wertschöpfung „aus dem Nichts“ der Alchemie ähnle, die aus unedlen Metallen Gold machen wollte.[12][13]

- Nach Ansicht des früheren Bundesbank-Präsidenten Jens Weidmann ist die Unabhängigkeit der Zentralbank notwendig, um Geldwertstabilität zu sichern: „In der Tat dürfte der Umstand, dass Notenbanken quasi aus dem Nichts Geld schaffen können, vielen Beobachtern als etwas Überraschendes, Seltsames, vielleicht sogar Mystisches, Traumhaftes – oder auch Alptraumhaftes – vorkommen … Denn wenn Notenbanken potenziell unbegrenzt Geld quasi aus dem Nichts schaffen können, wie kann dann sichergestellt werden, dass Geld ausreichend knapp und somit werthaltig bleibt? Ist bei der Möglichkeit, Geld mehr oder weniger frei zu schaffen, die Versuchung nicht sehr groß, dieses Instrument zu missbrauchen und sich kurzfristig zusätzliche Spielräume zu schaffen, auch wenn damit langfristiger Schaden sehr wahrscheinlich ist? … Die Unabhängigkeit der Notenbanken ist ein außergewöhnliches Privileg – ein Selbstzweck ist sie jedoch nicht. Vielmehr dient sie im Kern dazu, glaubwürdig sicherzustellen, dass sich die Geldpolitik ungehindert darauf konzentrieren kann, den Geldwert stabil zu halten.“[13]

- Nach Ansicht von Heiner Flassbeck müsse man sich vor Augen halten, „wie unvollkommen und krisenanfällig der Prozess von Sparen und Investieren wäre, gäbe es kein „Geld aus dem Nichts“, Geld also allein geschaffen von der Zentralbank oder dem Bankensystem […] Gespart werden kann ja immer nur aus Einkommen, das in der Vergangenheit erzielt wurde, und zwar mit Hilfe von Produktionskapazitäten, die genau dieses Einkommen, nicht mehr und nicht weniger, hergaben. Entscheiden sich jetzt die Arbeiter- und Unternehmerhaushalte, von diesem erzielten Einkommen 15 oder 20 Prozent nicht wieder auszugeben, können die vorhandenen Kapazitäten nicht mehr ausgelastet werden und der Anreiz der Unternehmen zu investieren sinkt […] Diese inhärente Tendenz eines marktwirtschaftlichen Systems, sich selbst zu strangulieren, kann allerdings in einer Papiergeldwirtschaft mit geeigneter Geldpolitik prinzipiell überwunden werden.“[14]